# Zuidoost-Aziatisch kampioenschap voetbal onder 16 - 2009
De AFF voetbalkampioenschap voetbal onder 16 - 2009 zou worden gehouden in Thailand van 20 juli 2009 tot en met 2 augustus 2009. maar het toernooi werd geannuleerd door de uitbraak van H1N1 in Thailand.

## Toernooi

### Groepsfase

#### Groep A
| Singapore |
| Myanmar   |
| Australië |
| Vietnam   |
| Brunei    |

Alle wedstrijden geannuleerd

#### Groep B
| Thailand   |
| Indonesië  |
| Maleisië   |
| Laos       |
| Filipijnen |

Alle wedstrijden geannuleerd

### Knouck-outfase

#### Halve finale
|                        |                |   |                   |                     |
| 17 augustus 2009 14:00 | Winner Group A | - | Runner-up Group B | Rajamangala Stadium |
| 17 augustus 2009 14:00 |                |   |                   | Rajamangala Stadium |

|                        |                 |   |                  |                     |
| 17 augustus 2009 16:30 | Winnaar Groep B | - | Nummer 2 Groep A | Rajamangala Stadium |
| 17 augustus 2009 16:30 |                 |   |                  | Rajamangala Stadium |

#### Kleine finale
|                        |                          |   |                          |                     |
| 19 augustus 2009 14:00 | Verliezer halve finale 1 | - | Verliezer halve finale 2 | Rajamangala Stadium |
| 19 augustus 2009 14:00 |                          |   |                          | Rajamangala Stadium |

#### Finale
|                        |                        |   |                        |                     |
| 19 augustus 2009 16:30 | Winnaar Halve finale 1 | - | Winnaar Halve finale 2 | Rajamangala Stadium |
| 19 augustus 2009 16:30 |                        |   |                        | Rajamangala Stadium |